# Izland a 2020. évi nyári olimpiai játékokon
Izland a japán Tokióban megrendezett 2020. évi nyári olimpiai játékok egyik részt vevő nemzete. Az országot 3 sportágban 4 sportoló képviselte, akik érmet nem szereztek.

## Atlétika
| Versenyző            | Versenyszám         | Selejtező       | Selejtező       | Döntő    | Döntő    |
| Versenyző            | Versenyszám         | Eredmény        | Helyezés        | Eredmény | Helyezés |
| -------------------- | ------------------- | --------------- | --------------- | -------- | -------- |
| Guðni Valur Guðnason | Férfi diszkoszvetés | eredmény nélkül | eredmény nélkül | kiesett  | kiesett  |

## Sportlövészet
| Versenyző            | Versenyszám       | Selejtező | Selejtező | Döntő   | Döntő    |
| Versenyző            | Versenyszám       | Pont      | Helyezés  | Pont    | Helyezés |
| -------------------- | ----------------- | --------- | --------- | ------- | -------- |
| Ásgeir Sigurgeirsson | Férfi légpisztoly | 570       | 28.       | kiesett | kiesett  |

## Úszás
| Versenyző                | Versenyszám      | Előfutam | Előfutam | Előfutam | Elődöntő | Elődöntő | Elődöntő | Döntő   | Döntő    |
| Versenyző                | Versenyszám      | Idő      | Hely.    | Össz.    | Idő      | Hely.    | Össz.    | Idő     | Helyezés |
| ------------------------ | ---------------- | -------- | -------- | -------- | -------- | -------- | -------- | ------- | -------- |
| Anton McKee              | Férfi 200 m mell | 2:11,64  | 2.       | 24.      | kiesett  | kiesett  | kiesett  | kiesett | kiesett  |
| Snæfríður Jórunnardóttir | Női 100 m gyors  | 56,15    | 4.       | 34.      | kiesett  | kiesett  | kiesett  | kiesett | kiesett  |
| Snæfríður Jórunnardóttir | Női 200 m gyors  | 2:00,20  | 8.       | 22.      | kiesett  | kiesett  | kiesett  | kiesett | kiesett  |